# Temple de Leucotees
El temple de Leucotees (en llatí Leucothees Fanum; en grec antic Λευκοθέας ἱερόν) era un temple i un oracle al territori dels Moscs a la Còlquida, dedicat a Leucòtea, una deessa marina.
La llegenda n'atribueix la fundació a Frixos. El temple, que era famós per les seves riqueses, diu Estrabó, va ser saquejat per Farnaces I i després per Mitridates VI Eupator, reis del Pont. Es troba proper a Suram, entre Imerècia i Kartli.